# César Charlone (cineasta)
César Charlone Herrera (Montevideo, 20 de febrero de 1950) es un director de cine y director de fotografía uruguayo nominado al premio Óscar. En su filmografía se destacan series televisivas como Ciudad de los hombres y 3 % y películas como El baño del Papa,Ciudad de Dios, Artigas: La Redota y Barry Seal: Solo en América.
Desde hace años reside en Brasil, donde comenzó su carrera filmando comerciales y documentales, además de en Suecia. Charlone suele ser el director de fotografía de las películas del director brasileño Fernando Meirelles,  con el que ha trabajado en los largometrajes Palace II, Ciudad de Dios, El jardinero fiel, Blindness y Los dos papas.
En la actualidad se encuentra dedicado a la preparación de un documental sobre los quince años de gobierno del Frente Amplio y participó como coproductor de la película de 2022 La uruguaya, basada en la novela homónima de Pedro Mairal, con dirección de Ana García Blaya. La película es llevada adelante por la Comunidad Orsai, liderada por el escritor argentino Hernán Casciari.

## Filmografía

### Cine y televisión
| Año  | Título                                                           |
| ---- | ---------------------------------------------------------------- |
| 2021 | La uruguaya                                                      |
| 2019 | Los dos papas                                                    |
| 2017 | 3 %                                                              |
| 2017 | Barry Seal: Solo en América                                      |
| 2016 | Red Trees                                                        |
| 2014 | Destino Rio                                                      |
| 2013 | Destino Sao Paulo                                                |
| 2011 | Artigas: La Redota                                               |
| 2008 | Blindness                                                        |
| 2007 | Stranded: I Have Come from a Plane That Crashed on the Mountains |
| 2007 | El baño del Papa                                                 |
| 2005 | El jardinero fiel                                                |
| 2004 | Sucker Free City                                                 |
| 2002 | Ciudad de Dios                                                   |
| 2002 | Palace II                                                        |
| 1998 | Verger: Mensageiro Entre Dois Mundos                             |
| 1996 | Como Nascem os Anjos                                             |
| 1994 | Two Billon Hearts                                                |
| 1989 | Doida Demais                                                     |
| 1987 | Feliz Ano Velho                                                  |
| 1986 | O Homem da Capa Preta                                            |
| 1985 | Aqueles Dois                                                     |
| 1984 | Em Nome da Segurança Nacional                                    |

## Premios y distinciones
Óscar
| Año  | Categoría        | Trabajo nominado | Resultado |
| ---- | ---------------- | ---------------- | --------- |
| 2004 | Mejor fotografía | Ciudad de Dios   | Nominado  |

Festival Internacional de Cine de San Sebastián
| Año  | Categoría         | Película         | Resultado |
| ---- | ----------------- | ---------------- | --------- |
| 2007 | Premio Horizontes | El baño del Papa | Ganador   |

## Familia
Su abuelo César fue un destacado político que ocupó diversos cargos, entre otros, el de vicepresidente de la República. Su padre fue embajador en Chile. Su madre María Bernabela "Belela" Herrera Sanguinetti fue una importante activista por los derechos humanos.